# Nona (mytologi)

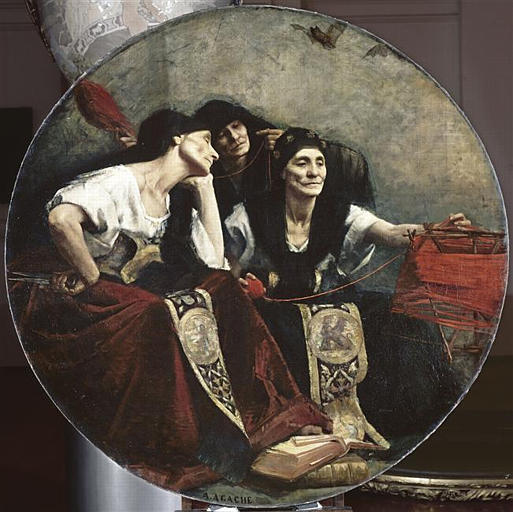
Les Parques ("The Parcæ"), Alfred Agache, cirka 1885.

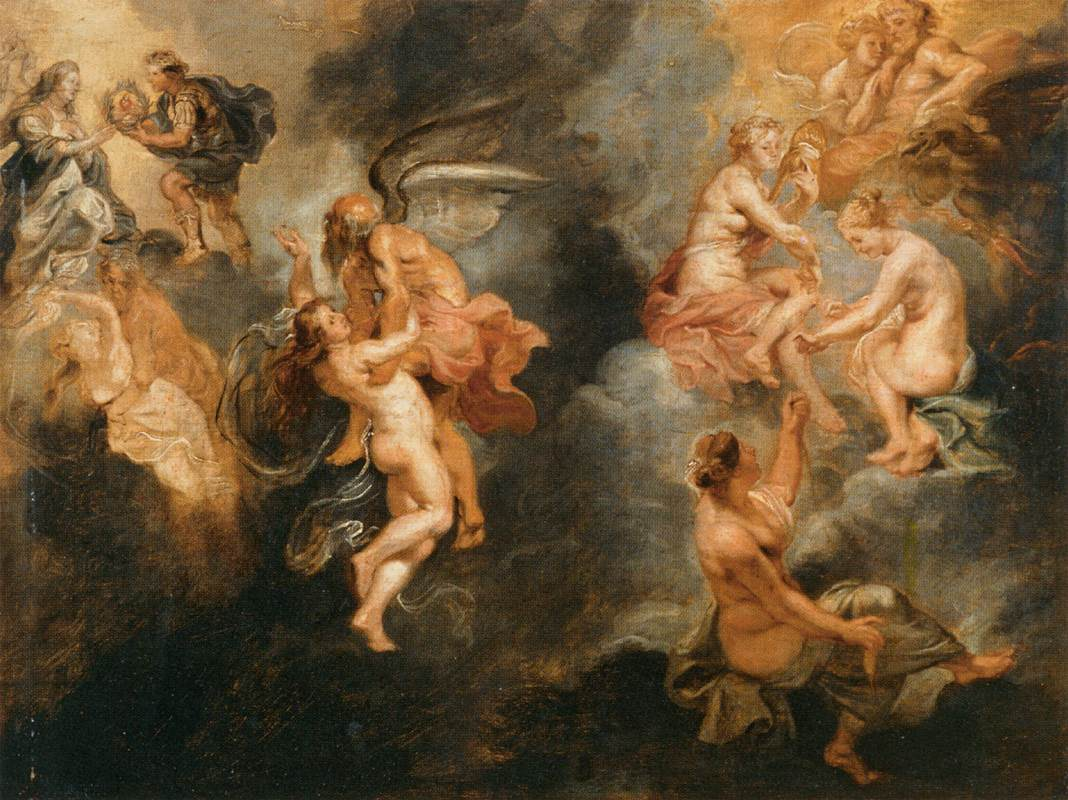
The Triumph of Truth (The Three Parcae Spinning the Fate of Marie de Medici) (1622-1625), by Peter Paul Rubens (1577-1640)

Nona var en av de tre parcerna, det vill säga gudinnor inom romersk mytologi som kontrollerade ödet och  spann människornas livstrådar, likt moirerna i grekisk mytologi och nornorna i nordisk mytologi. Nona var den romerska graviditetensgudinnan och hennes namn, som kommer från det latinska substantivet nonus som betyder "nionde", åkallades av gravida kvinnor under den nionde graviditetsmånaden då barnet borde födas.